# ۴۶۵ (خورشیدی)
۴۶۵ چهارصد و شصت و پنجمین سال هجری خورشیدی است.